# Florinas
Florinas es una localidad y comune italiana de la provincia de Sassari, región de Cerdeña, con 1.574 habitantes.

## Evolución demográfica
| Gráfica de evolución demográfica de Florinas entre 1861 y 2001 |
|                                                                |
| Fuente ISTAT - elaboración gráfica de Wikipedia                |